# Programme ExoMars

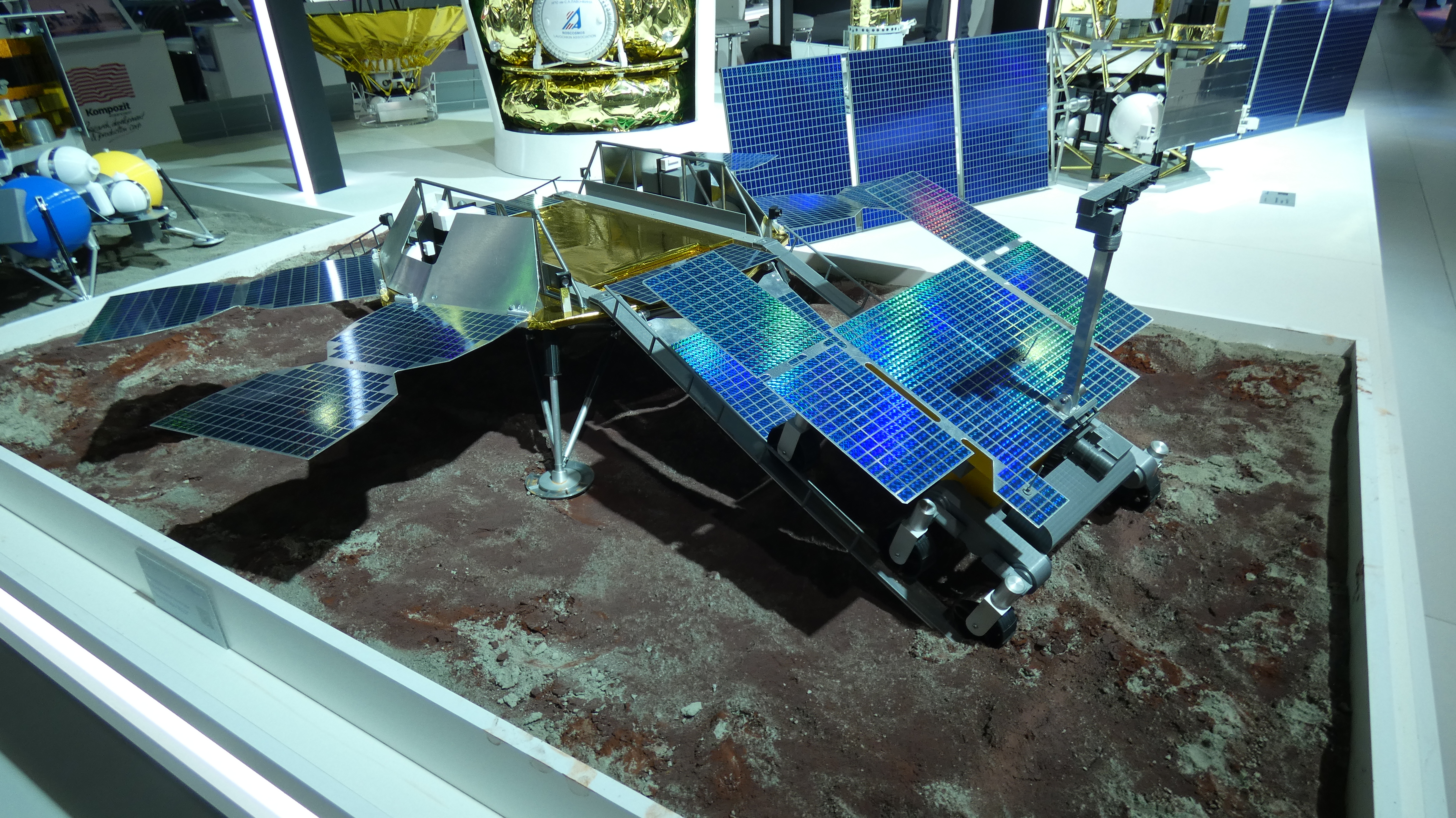
Maquette de la mission ExoMars à MAKS-2021.

Le programme ExoMars regroupe deux missions spatiales à destination de la planète Mars développées par l'Agence spatiale européenne (ESA) avec une participation importante de l'agence spatiale russe Roscosmos : l'orbiteur ExoMars Trace Gas Orbiter (TGO) et son atterrisseur Schiaparelli, lancés le 14 mars 2016, et l'astromobile Rosalind Franklin, dont le lancement, initialement planifié pour mai 2018, est prévu pour 2028. L'objectif scientifique du programme est l'étude de l'atmosphère de Mars, en particulier la détermination de l'origine du méthane trouvé à l'état de trace ainsi que la recherche d'indices d'une vie passée ou présente sur la planète. Sur le plan technique, le programme doit permettre à l'agence spatiale de développer pour la première fois un atterrisseur et un rover martien et d'expérimenter les techniques d'aérofreinage et d'atterrissage.
Le programme a une genèse complexe du fait de son coût très important (1,2 milliard € en 2012) rapporté au budget scientifique de l'ESA et de la nécessité de disposer des connaissances techniques pointues (atterrissage sur Mars) maîtrisées jusque-là uniquement par la NASA. Au début des années 2000, l'ESA étudie dans le cadre du programme Aurora l'envoi à la surface de Mars d'un astromobile automatisé équipé d'instruments de mesures scientifiques avec pour objectif de déterminer si la planète abrite ou a abrité une vie biologique. En 2008, le projet évolue et comprend un atterrisseur, un orbiteur et un rover. Fin 2009, le programme est refondu dans le cadre d'un partenariat mis en place avec la NASA qui prévoit la réalisation de quatre engins spatiaux : en 2016 doivent être lancés un orbiteur, ExoMars Trace Gas Orbiter (TGO), chargé de détecter l'origine du méthane et d'autres gaz présents dans l'atmosphère martienne et de servir de relais pour les communications ainsi qu'un atterrisseur Schiaparelli devant démontrer la capacité européenne à faire atterrir un engin sur Mars : un deuxième lancement en 2018 doit envoyer vers Mars l'astromobile européen d'ExoMars et un rover de la NASA, MAX-C. Dans ce scénario, la NASA fournit les lanceurs, la majorité des instruments de TGO (Trace Gas Orbiter) et le véhicule de rentrée et de descente embarquant les astromobiles. En 2011-2012, les difficultés financières de la NASA entraînent la réduction puis l'annulation de sa participation. L'ESA sollicite alors l'agence spatiale russe Roscosmos, qui devient officiellement en mars 2012 le nouveau partenaire du programme. Dans le nouveau scénario, Roscosmos fournit deux lanceurs Proton, une partie de l'instrumentation scientifique de l'orbiteur ExoMars TGO ainsi que le véhicule de rentrée et de descente utilisé par le rover européen qui doit être lancé en 2022. En 2019, l'astromobile est baptisé Rosalind Franklin en l'honneur de la physico-chimiste à l'origine de la compréhension de la structure de l'ADN.
Suite aux sanctions en réponse à l'invasion de l'Ukraine par la Russie, le 17 mars 2022, l'Agence spatiale européenne (ESA) suspend la copération avec la Russie. La NASA est alors choisie pour développer le module d'atterrissage et pour lancer la mission en octobre 2028 à la place de la Russie.

## Historique

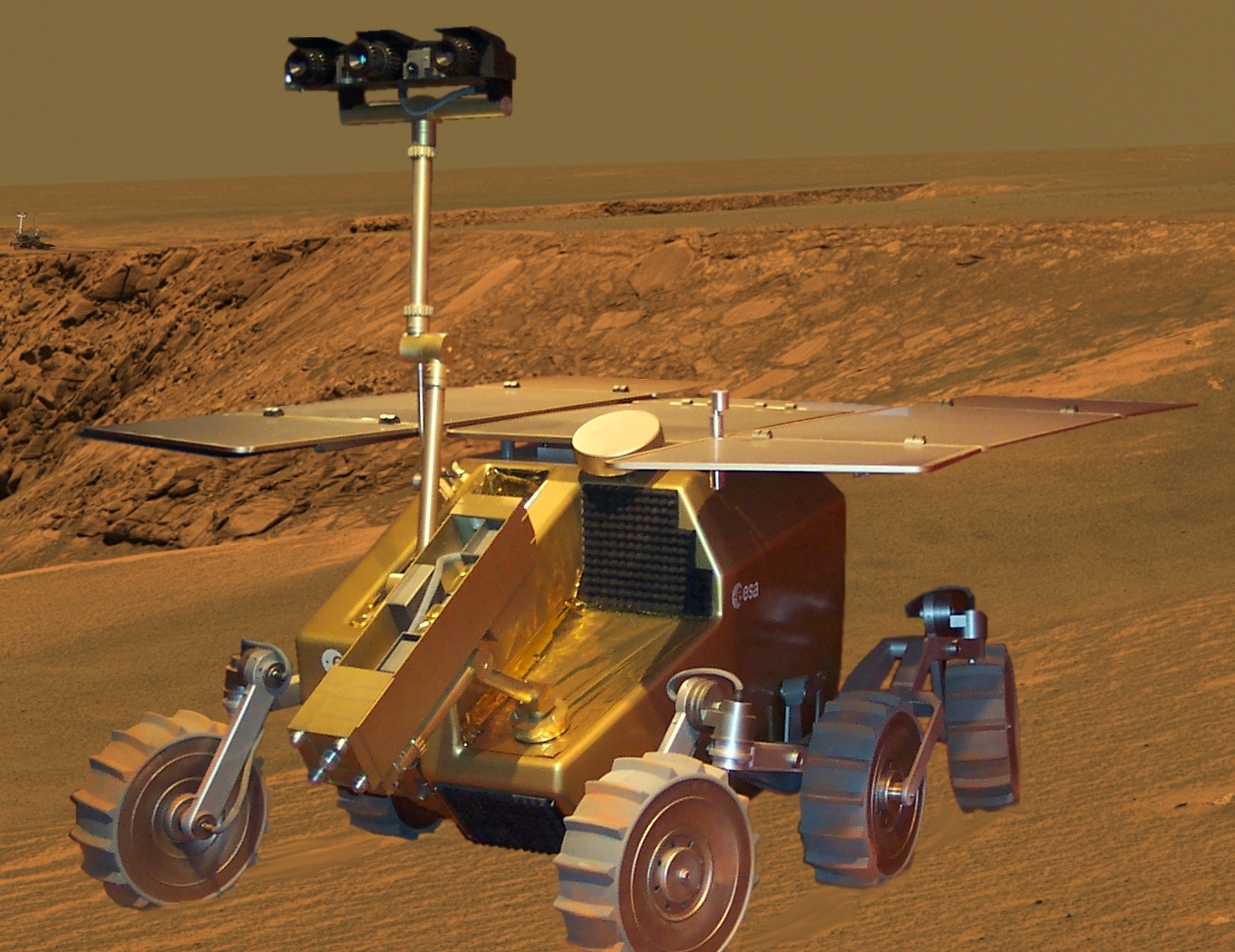
ExoMars, concept de l'astromobile (2006).

Au début des années 2000, un projet de rover martien européen ExoMars est mis à l'étude. Ce projet ambitieux est repoussé à plusieurs reprises car il nécessite à la fois des moyens financiers importants et la maîtrise des techniques d'atterrissage sur Mars. Il est inscrit en 2005 comme mission majeure (flagship mission) du programme Aurora et le conseil de l'Agence spatiale européenne (ESA) s'engage à lui consacrer 690 millions €. En 2008, le projet est refondu : il comprend désormais, en plus du rover, un atterrisseur qui doit permettre de valider les techniques d'arrivée sur le sol martien et un orbiteur chargé notamment de relayer les communications entre le sol martien et la Terre. Les gouvernements des pays membres de l'ESA s'engagent sur un budget de 850 millions €. Celui-ci ne couvre toutefois pas les coûts qui sont estimés à 1 milliard €. En octobre 2009, la NASA et l'Agence spatiale européenne associent leurs projets respectifs d'exploration de la planète Mars dans le cadre de l'Initiative conjointe d'exploration de Mars : le rover américain MAX-C s'ajoute aux trois engins spatiaux précédents. Les robots doivent être lancés par des fusées Atlas fournies par la NASA en deux temps : 2016 pour l'orbiteur ExoMars Trace Gas Orbiter (TGO) et l'atterrisseur ExoMars EDM (Entry, Descent and Landing Demonstrator Module), 2018 pour le rover européen ExoMars et MAX-C (Mars Astrobiology Explorer-Cacher). Par ailleurs, l'agence spatiale américaine fournit la majorité des instruments scientifiques de l'orbiteur.
Mais en 2011, la NASA subit à la fois des restrictions budgétaires liées à la crise économique en cours et un énorme dépassement de budget de son projet de télescope spatial James Webb. Pour faire face à ses problèmes de financement, l'agence spatiale américaine se dégage d'abord en partie du programme ExoMars avant d'abandonner complètement sa participation. L'ESA ne peut supporter seule le cout du programme et elle fait appel à l'agence spatiale russe Roscosmos qui vient de subir l'échec de sa sonde spatiale martienne Phobos-Grunt. En mars 2012, l'ESA officialise son partenariat avec Roscosmos. Les termes de l'accord prévoient que l'agence spatiale russe fournit des fusées Proton pour les lancements de 2016 et 2018. Les instruments scientifiques russes remplacent les instruments américains à bord de l'orbiteur ExoMars TGO. Enfin, la Russie fournit le véhicule de rentrée et de descente qui doit amener le rover ExoMars sur le sol martien en 2018. Le rover américain MAX-C n'a pas d'équivalent dans ce nouveau scénario. Le financement du projet, qui atteint environ 1,2 milliard €, doit être bouclé en novembre 2012. En mai 2016, les équipes européennes et russes constatent qu'elles ne sont pas prêtes. Le lancement est alors repoussé à la fenêtre de lancement suivante, en juillet 2020. Un nouveau report a lieu à cette date, notamment en raison du manque de fiabilité du système de déploiement des parachutes et de problèmes de quatre équipements électroniques à bord du module de descente russe, la prochaine fenêtre s'ouvrant en 2022. Néanmoins, l'ESA et Roscosmos, dans un communiqué de presse commun, ne considèrent pas les parachutes comme une des causes du report en 2022.
Le 17 mars 2022, la mission est suspendue du fait de l'arrêt de la coopération entre l'ESA et l'agence spatiale russe Roscosmos, en conséquence de l'invasion russe en Ukraine,, puis définitivement interrompue en juillet 2022. Puisqu'un nouveau module de descente doit être fabriqué, le lancement du rover Rosalind Franklin connaît de grands retards. La NASA s'associe à nouveau au projet, mais à la marge, et la mission essentiellement européenne est prévue pour octobre 2028, l'atterrissage pour le 30 novembre 2030,.
Thales Alenia Space est désigné maître d’œuvre et recoit un contrat de l'ESA d'une valeur totale de 522 M€ en avril 2024. Les parachutes, placés en stockage, sont recertifiés avec succès le 7 juillet 2025 lors d'un larguage par un ballon d"hélium à 29 kilomètres d'altitude, lancé à Esrange.

## Objectifs

### Objectifs scientifiques
Les objectifs scientifiques du programme sont :
- rechercher des indices d'une vie biologique présente ou passée sur la planète Mars ;
- étudier comment l'environnement géochimique de Mars varie ;
- détecter les gaz présents à l'état de trace dans l'atmosphère martienne et identifier leur origine.

### Objectifs technologiques
Les engins développés dans le cadre du programme ExoMars doivent permettre la mise en œuvre de techniques utilisées pour la première fois par l'Agence spatiale européenne :
- atterrissage d'une charge lourde sur le sol de Mars ;
- mise en œuvre d'un robot mobile (rover) à la surface d'une autre planète ;
- prélèvement d'une carotte du sol d'une autre planète à l'aide d'un engin de forage ;
- acquisition, préparation, distribution et analyse d'un échantillon de sol d'une autre planète in situ.

## Engins spatiaux du programmeExoMars
Le programme ExoMars comprend trois engins spatiaux qui devaient être lancés vers la planète Mars dans le cadre de deux missions : ExoMars 2016 lancée en mars 2016 et ExoMars 2028 qui sera lancée en octobre 2028.

### ExoMars 2016

#### Orbiteur ExoMarsTrace Gas Orbiter
ExoMars Trace Gas Orbiter (TGO) est un orbiteur placé sous la responsabilité de l'ESA qui remplit d'une part une mission scientifique et d'autre part joue un rôle essentiel pour les autres missions du programme en servant de relais pour les télécommunications entre les engins déposés au sol et la Terre. Sa mission scientifique consiste à identifier l'origine du méthane et d'autres gaz rares présents dans l'atmosphère martienne. Les précédentes missions martiennes ont détecté que du méthane était présent dans l'atmosphère avec des concentrations variant dans le temps et selon le lieu. Le méthane est un gaz dont la durée de vie est brève à l'échelle géologique et sa présence nécessite une source active qui pourrait être biologique. Le satellite dispose d'une antenne parabolique grand gain de 2,2 mètres de diamètre orientable avec deux degrés de liberté pour retransmettre en bande X les données scientifiques vers la Terre. Le tube à ondes progressives utilisé a une puissance de 65 watts. Les échanges avec les engins situés sur le sol de Mars se font en bande UHF via une antenne hélice axiale. La charge utile embarquée, d'une masse évaluée à environ 135 kg est composée de plusieurs instruments scientifiques. L'orbiteur a été lancé le 14 mars 2016 avec ExoMars EDM (Entry, Descent and Landing Demonstrator Module). L'orbiteur est parfaitement mis en orbite autour de la planète Mars le 19 octobre 2016.

#### Atterrisseur expérimental Schiaparelli
Schiaparelli est un atterrisseur expérimental de 577 kg (Phoenix en faisait 670 kg, Viking 600 kg) développé par l'ESA qui doit se poser en 2016 sur la planète Mars. ExoMars EDM doit permettre de valider les techniques de rentrée atmosphérique et d'atterrissage qui seront mises en œuvre par de futures missions martiennes européennes. Il comporte un véhicule de rentrée chargé de protéger l'engin spatial de la chaleur générée par la rentrée atmosphérique, d'un parachute déployé alors que la vitesse de l'engin est tombée à Mach 2 et de moteurs-fusées à ergols liquides (hydrazine) chargées de déposer en douceur l'atterrisseur. Durant sa descente vers le sol martien, il retransmet les paramètres de vol pour permettre l'analyse de son fonctionnement. Sur le sol martien, sa durée de vie est limitée car l'énergie est fournie par des batteries qui ne sont pas rechargées. Il emporte une petite charge utile. Il est lancé avec TGO en 2016. Le module EDM a été largué par l'orbiteur TGO le 16 octobre à 14 h 42 TU. Le 19 octobre, la télémétrie est perdue durant la séquence d’atterrissage automatique. L'analyse révèle que le bouclier thermique a correctement réalisé sa fonction de freinage aérodynamique. Le parachute s'est ensuite correctement déployé, mais les dynamiques induites ont brièvement saturé la centrale inertielle avec pour effet une erreur d'estimation d'attitude de Schiaparelli par l'ordinateur de bord et subséquemment une erreur d'estimation d'altitude des données du radar Doppler, entraînant l'éjection prématurée du parachute et le fonctionnement des 3 × 3 rétrofusées pendant seulement quelques secondes à 3,7 km au-dessus du sol. En conséquence, Schiaparelli a effectué une chute libre de trois à quatre kilomètres de hauteur dans l'atmosphère martienne, avant de venir percuter le sol à la vitesse substantielle de plus de 300 kilomètres par heure. Le 20 octobre, le parachute de 12 mètres de diamètre est photographié, étendu à la surface de la planète rouge. Le cliché provient du satellite Mars Reconnaissance Orbiter de la NASA qui opère en orbite et a été spécialement programmé. Un kilomètre plus au nord dans cette même région (de coordonnées 353,79 degrés de longitude est et 2,07 degrés de latitude sud), une tache noire de 15 × 40 mètres est visible. Il s'agit de la trace laissée par l'impact du module d'atterrissage, de sable, de poussières et débris de roches expulsés. Le carburant résiduel présent à bord de la sonde a également pu exploser,,.

### ExoMars 2028
Initialement nommée ExoMars 2018 puis ExoMars 2020, la mission ExoMars 2022 devait être lancée en 2022, car la sonde n'était techniquement pas prête pour les précédentes fenêtres de lancement, qui n'ont lieu que tous les 26 mois. Le site d'atterrissage, choisi en novembre 2018 (à l'aide notamment des observations du spectromètre OMEGA, à bord de la sonde européenne Mars Express) sera Oxia Planum, près de l'équateur.
Par suite des sanctions contre la Russie, l’Agence spatiale européenne fait savoir le 17 mars 2022 à Roscosmos qu’elle suspend sa collaboration concernant cette mission. Elle s'associe alors avec la NASA et vise un lancement en octobre 2028, pour un atterrissage sur Mars le 30 novembre 2030.

#### Module d'atterrissage
La Russie, à travers un partenariat avec Roscosmos, fournit le module de descente et d'atterrissage de l'astromobile ExoMars. Cette plateforme d'atterrissage, dont descendra l'appareil une fois qu'elle sera posée sur Mars, est baptisée Kazatchok (en) (en russe : Казачок, « petit cosaque » et aussi une danse traditionnelle cosaque),. Elle doit, après avoir déposé le rover, fonctionner comme sonde spatiale fixe, étant équipée de ses propres instruments.
Cette plateforme a quitté les installations de Lavotchkine le 19 mars 2019 pour Turin (Italie) pour l'assemblage final et des tests chez Thales Alenia Space, le tout en collaboration avec l'Agence spatiale européenne,.

#### AstromobileExoMars
Le rover ExoMars est un astromobile de 310 kg développé par l'Agence spatiale européenne qui emporte une foreuse capable de ramener une carotte prélevée jusqu'à 2 mètres de profondeur, au maximum, et un laboratoire capable d'analyser l'échantillon et d'identifier des marqueurs biochimiques. Le rover embarque également des instruments pour identifier la présence d'eau ou de matériaux hydratés, des caméras et des spectromètres. Le véhicule de rentrée et de descente jusqu'au sol martien est fourni par Roscosmos. Le rover Exomars devait être lancé en 2020. Le 7 février 2019, l'ESA officialise son nom. Il s'appelle désormais Rosalind Franklin en l'honneur de cette physico-chimiste britannique qui a œuvré à la découverte de la structure de l'ADN.

#### AstromobileMAX-C(annulé)
Un quatrième engin, le rover MAX-C de la NASA, a été annulé à la suite de l'abandon de la participation de l'agence spatiale américaine en 2011. Il devait rechercher des indices de la vie, prélever des carottes dans le sous-sol martien et les stocker pour une future mission de retour d'échantillons sur Terre qui restait à définir.

### Vidéos
- « ExoMars on the road for launch », vpyage vers Baïkonour, ESA, 12 janvier 2016
- ExoMars 2016 rollout, ESA, 11 mars 2016
- Schiaparelli’s descent to Mars arrivée de Schiaparelli sur la planète Mars, ESA 5 octobre 2016